# Bangkok Airways
Bangkok Airways Company Limited è una compagnia aerea regionale thailandese. Opera in Thailandia, Cambogia, Cina, Hong Kong, India, Laos, Malesia, Maldive, Birmania, Singapore e Vietnam. L'aeroporto principale è quello di Bangkok-Suvarnabhumi.

## Storia
La compagnia fu fondata nel 1968 con il nome di Sahakol Air, e forniva servizi di taxi-aerei sotto contratto dalla Overseas International Construction Company (OICC), una società di costruzioni americana, dalla United States Operations Mission (USOM) e da un certo numero di altre organizzazioni impegnate nell'estrazione del petrolio e gas naturale nella zona del Golfo di Thailandia.
I servizi pubblici sono iniziati nel 1986, diventando la prima compagnia aerea nazionale privata della Thailandia. Nel 1989 è stata rinominata Bangkok Airways. La compagnia appartiene a Prasert Prasarttong-Osoth, un miliardario thailandese proprietario anche del Bangkok Dusit Medical Services, la società più grande di assistenza sanitaria in Thailandia. Sono presenti attualmente 1.903 dipendenti, e la compagnia possiede anche un'altra compagnia aerea sussidiaria, la Siem Reap Airways.
Fu costruito il primo aeroporto a Ko Samui, aperto nell'aprile del 1989, che forniva voli diretti tra l'isola e Chiang Mai, Hong Kong, Krabi, Pattaya, Phuket e Singapore. La compagnia ha aperto il secondo aeroporto nella provincia di Sukhotai nel 1996. Un terzo aeroporto è stato costruito nella provincia di Trat, inaugurato nel marzo 2003.

## Accordi commerciali
A settembre 2024, Bangkok Airways ha accordi di code sharing con le seguenti compagnie:
- Aeroflot
- Air Astana
- British Airways
- Cathay Pacific
- China Airlines
- El Al[4]
- Emirates
- Etihad Airways

- EVA Air
- Finnair
- Garuda Indonesia
- Japan Airlines
- Lao Airlines
- Malaysia Airlines
- Philippine Airlines
- Qantas

- Qatar Airways
- S7 Airlines
- Singapore Airlines
- Thai Airways
- Turkish Airlines
- Vietnam Airlines
- Xiamen Airlines[5]

## Flotta

### Flotta attuale

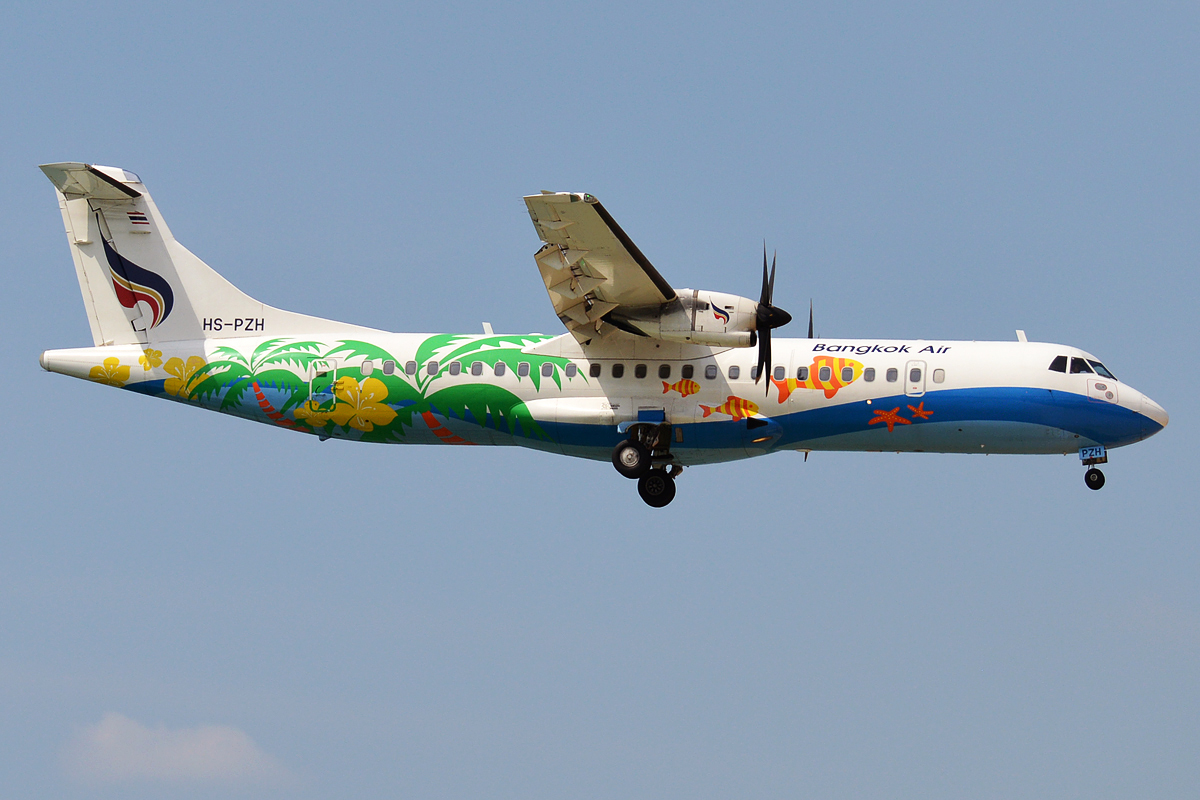
Un ATR 72-600.

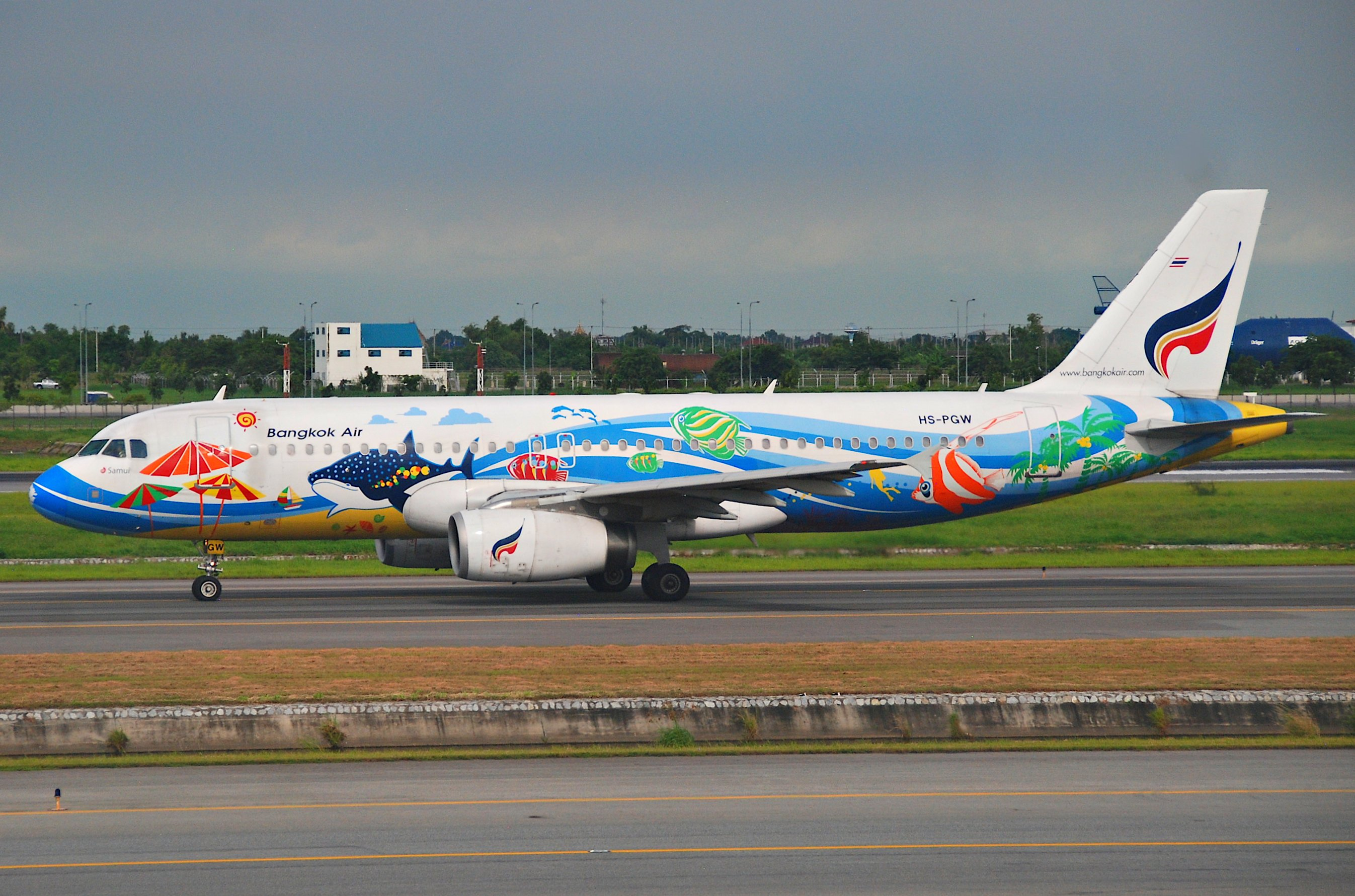
Un Airbus A320-200.

A settembre 2024, la flotta di Bangkok Airways è così composta:

### Flotta storica

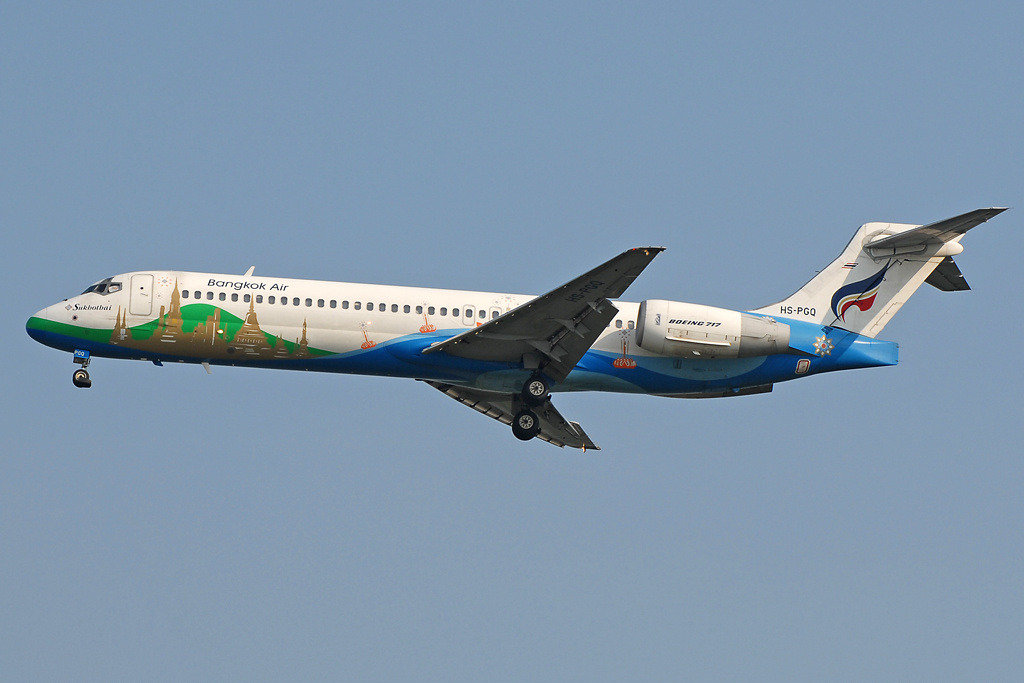
Un Boeing 717.

Nel corso degli anni, Bangkok Airways ha operato con i seguenti aeromobili:

## Incidenti
- 7 dicembre 1987: un Hawker Siddeley HS-748 si distrugge in fase di atterraggio presso l'aeroporto di Udon Thani, Thailandia. Nessuna vittima.
- 21 novembre 1990: il volo Bangkok Airways 125 operato da un De Havilland Canada DHC-8 in volo da Bangkok a Koh Samui, Thailandia, in condizioni avverse, si schianta al suolo prima dell'atterraggio: muoiono tutti i 38 occupanti dell'aereo.
- 4 agosto 2009: un ATR-72 in volo dall'aeroporto di Krabi a Koh Samui, Thailandia, scivola sulla pista durante la fase di atterraggio e si schianta contro la torre di controllo: tutti e 68 i passeggeri vengono evacuati, dei quali sei con ferite gravi e quattro con ferite miniori. Muore un componente dell'equipaggio,